# Saint-André-des-Eaux (Côtes-d'Armor)
Saint-André-des-Eaux é uma comuna francesa na região administrativa da Bretanha, no departamento Côtes-d'Armor. Estende-se por uma área de 5,23 km². Em 2010 a comuna tinha 364 habitantes (densidade: 69,6 hab./km²).